# The Curious Conduct of Judge Legarde
The Curious Conduct of Judge Legarde è un film muto del 1915 diretto da Will S. Davis. Prodotto da Life Photo Film Corp. e interpretato da Lionel Barrymore, uscì nelle sale nell'aprile del 1915.

## Trama
Il giudice Legarde - che in tribunale non ha accettato la tesi difensiva di una donna dalla personalità dissociata - per un incidente alla testa resta vittima della stessa patologia: di giorno sobrio giudice, di notte capo criminale di una banda di criminali.
Agnes, la sua fidanzata, e il padre di lei, l'avvocato Caverly, davanti alle sue stranezze le attribuiscono al superlavoro. Ma, quando Legarde viene catturato durante una rapina, Caverly si rende conto di quello che può essere successo e trova uno specialista che cura il giudice.

## Produzione
Il film fu prodotto dalla Life Photo Film Corp.

## Distribuzione
Venne distribuito nell'aprile 1915.